# Caetano Francisco Cláudio Eugénio Gonçalves
Caetano Francisco Cláudio Eugénio Gonçalves (Goa, Bardez, Arporá, 22 de Outubro de 1868 - Lisboa, 23 de Maio de 1953) foi um administrador colonial português.

## Biografia
Formou-se em Direito na Faculdade de Direito da Universidade de Coimbra e seguiu a Magistratura, fazendo carreira principalmente nos então territórios ultramarinos portugueses. Foi Magistrado do Ministério Público em Angola, na Índia e em São Tomé e Príncipe, Juiz nas Comarcas do Congo e de Luanda, Juiz Desembargador em Goa, Lourenço Marques e Lisboa, Presidente dos Tribunais da Relação de Lourenço Marques e Lisboa e Juiz Conselheiro do Supremo Tribunal de Justiça. Ocupou, também, o cargo de Governador-Geral Interino da Província de Angola de 1910 a 1911, tendo sido antecedido por José Augusto Alves Roçadas e sucedido por Manuel Maria Coelho. Foi eleito Deputado à Assembleia Nacional Constituinte de 1911 pelo Círculo Eleitoral de Angola. Foi, ainda, nomeado Vogal do Conselho Colonial e do Conselho Superior Judiciário. Era Sócio Correspondente da Classe de Letras da Academia das Ciências de Lisboa e Sócio Efectivo da Sociedade de Geografia de Lisboa.